# Amomum stenosiphon
Amomum stenosiphon là một loài thực vật có hoa trong họ Gừng. Loài này được Karl Moritz Schumann mô tả khoa học đầu tiên năm 1899. Năm 1972, Brian Laurence Burtt và Rosemary Margaret Smith chuyển nó sang chi Elettariopsis với danh pháp Elettariopsis stenosiphon. Phân tích phát sinh chủng loại phân tử chi Amomum nghĩa rộng năm 2018 của de Boer et al. cho thấy nó thuộc về chi Amomum nghĩa hẹp, vì thế nó được các tác giả chuyển lại về chi Amomum.

## Phân bố
Loài này có ở Sarawak, Malaysia, trên đảo Borneo.